# 선남초등학교
선남초등학교는 대한민국 경상북도 성주군 선남면 관화리에 있는 공립 초등학교다.

## 학교 연혁
- 1932년 9월 13일 선남공립보통학교(4년제) 개교설립인가 8월 17일
- 1939년 4월 1일 선남공립심상소학교로 개칭
- 1939년 4월 1일 6년제로 개편
- 1941년 4월 1일 선남공립국민학교로 개칭
- 1992년 3월 1일 문방분교장 폐교
- 1996년 3월 1일 선남초등학교로 개칭
- 2001년 3월 1일 명포초등학교 폐교로 편입
- 2017년 2월 10일 제82회 졸업식(5,371명)
- 2018년 2월 9일 제83회 졸업식(총 5,375명)
- 2021년 1월 18일 제86회 졸업식(총 5,400명)
- 2021년 4월 19일 선남초등학교 다목적회관 '선남꿈나래관' 준공

## 참고 자료
- 선남초등학교 - 한국교육학술정보원 학교알리미